# Лиманске (Ренийски район)
 Тази статия е за селището в Ренийски район, Украйна.  За селото в Рездилнянски район вижте Лиманске.  
Лиманске или Фрикацей (на украински: Лиманське; на руски: Frecăței; на румънски: Лиманское) е село в Южна Украйна, Измаилски район на Одеска област. Заема площ от 3,35 км2.

## География
Селото се намира в историческата област Буджак. Разположено е край западния бряг на езерото Кагул, на 18 километра източно от Рени и западно от Караагач. В селото е разположена железопътната станция Фрикацей на линията Бесарабка – Рени.

## История
Край Фрикацей е открито селище от III-V век, чиито обитатели принадлежат към черняховската култура. Днешното село е основано през 1812 година.

## Население
Населението на селото възлиза на 3302 души (2001). Гъстотата е 985,67 души/км2. По-голяма част от жителите са етнически молдовани, в селото живеят още – украинци, българи и руснаци.

### Езици
Численост и дял на населението по роден език, според преброяването на населението през 2001 г.:
| Роден език | Численост | Дял (в %) |
| Общо       | 3302      | 100.00    |
| Молдовски  | 3082      | 93.33     |
| Руски      | 127       | 3.84      |
| Български  | 30        | 0.90      |
| Гагаузки   | 30        | 0.90      |
| Украински  | 26        | 0.78      |
| Беларуски  | 1         | 0.03      |
| Други      | 6         | 0.18      |